# 7 juin 1942
Le mardi 7 juin 1942 est le 158e jour de l'année 1942.

## Événements
- Fin de la bataille de Midway lors de la Seconde Guerre mondiale.
- Le port de l'étoile jaune devient obligatoire en France.
- Erich von Manstein lance ses troupes de la XIe armée allemande à l'assaut de Sébastopol.

## Naissances
- Gary Burger, musicien américain († 14 mars 2014).

## Décès
- Jean Dunand, peintre et sculpteur français d'origine suisse (° 20 mai 1877).